# 江孜镇
江孜镇（藏語：རྒྱལ་རྩེ་，威利转写：rgyal rtse），是中国西藏自治区日喀则市江孜县下辖的一个乡镇级行政单位。
它歷史上被認為是西藏地區第三大和最著名的城鎮（僅次於拉薩和日喀則），但現在至少有十個更大的西藏城市。

## 位置
該鎮地理位置優越，位於娘楚谷 (Nyang Chu 山谷)，位於春丕河谷、下司马镇和錫金的古代貿易路線上，在此交匯。 從江孜出發，有路線通往下游的日喀則，並越過科拉拉（山口）到達西藏中部。 該堡壘（建於1390年）守衛雅魯藏布江流域和拉薩的南部通道。 該鎮被3公里長的城牆包圍。

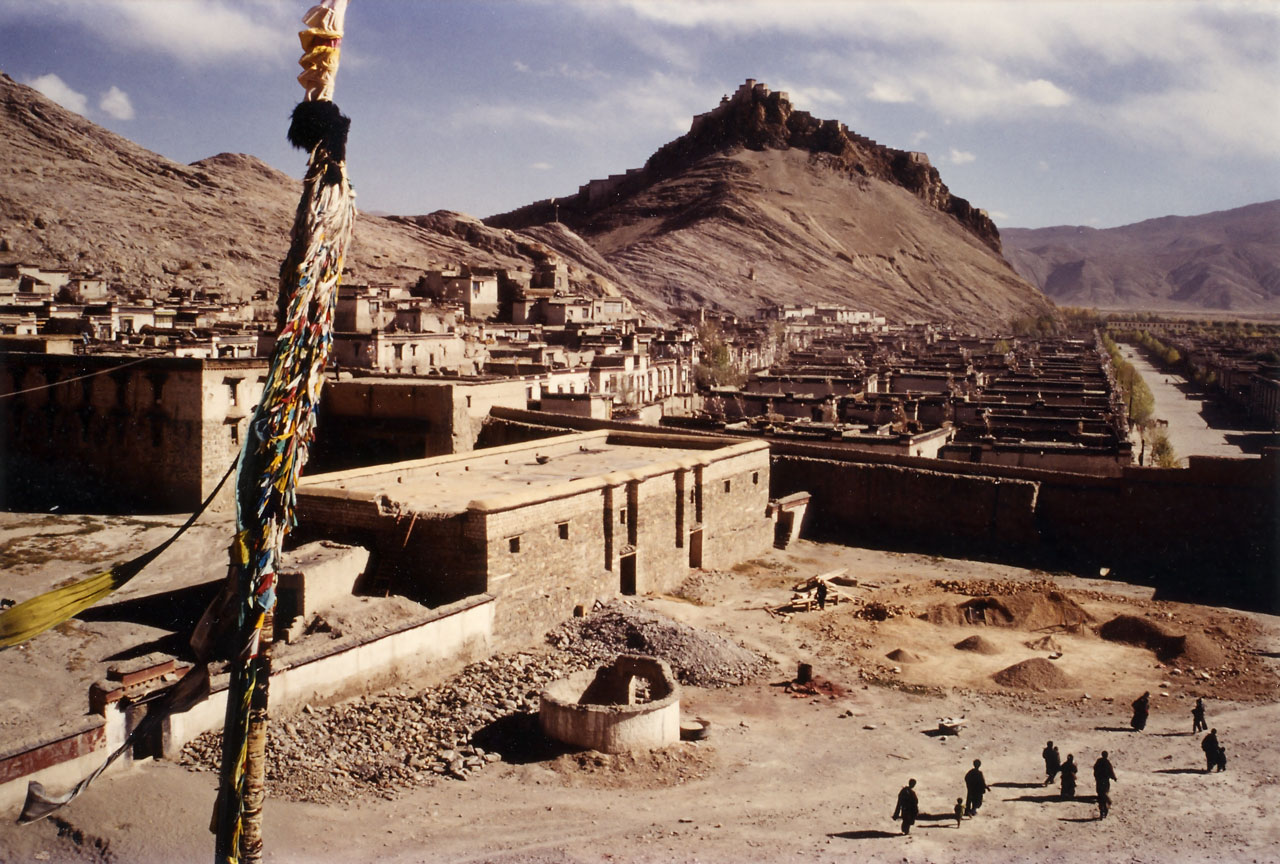
江孜鎮以江孜宗山城堡為背景。 1995年。

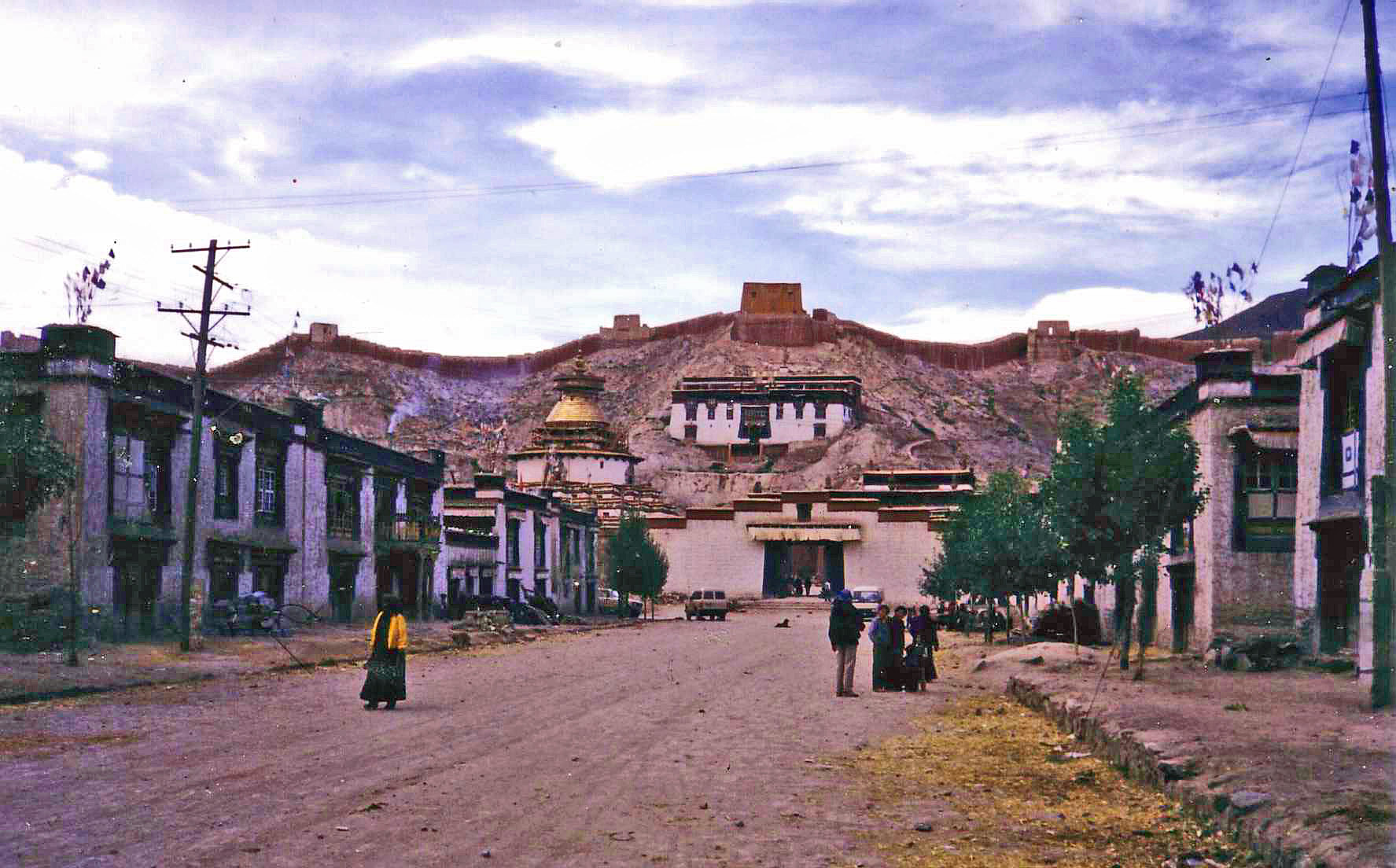
江孜大街，左邊是吉祥多门塔，上面是城堡。 1993年

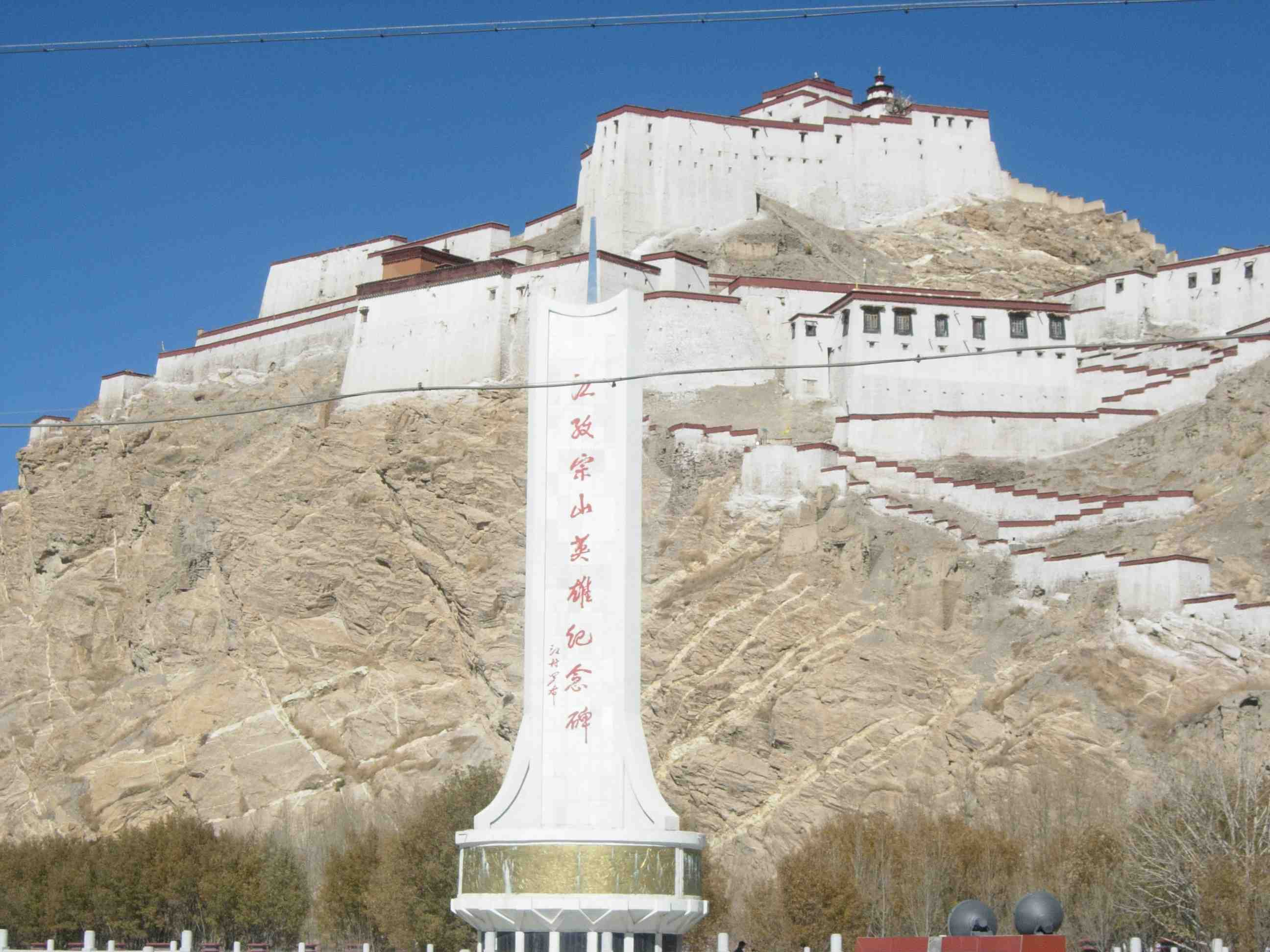
江孜宗山城堡.

## 人口統計
1952年，江孜人口約8000人，與2008年大致相同。 它海拔 3,977 公尺（13,050 英尺），位於拉薩西南 254 公里處的尼揚河谷肥沃的平原上，位於連接尼泊爾加德滿都和拉薩的中尼友誼公路的支線上。 江孜在被昌都取代之前是西藏第三大城市。

## 行政区划
江孜镇共辖以下地区：
宗堆居委会、拉则居委会、加日郊居委会、嘎吾村、江嘎村、恰才栋村。

## 腳註
1. ↑  Dorje (1999), p. 254.
2. ↑  Dowman (1988), p. 269
3. ↑  Vitali (1990), p. 30.
4. ↑  Allen (2004), p. 30.
5. ↑  Buckley, Michael and Strauss, Robert (1986), p. 158.
6. ↑  Richardson (1984), p. 7.
7. ↑  .   [2023-12-20]. （原始内容存档于2023-10-29）.